# Tylosis puncticollis
Tylosis puncticollis är en skalbaggsart som beskrevs av Bates 1885. Tylosis puncticollis ingår i släktet Tylosis och familjen långhorningar. Inga underarter finns listade i Catalogue of Life.